# Ricardo Viñes

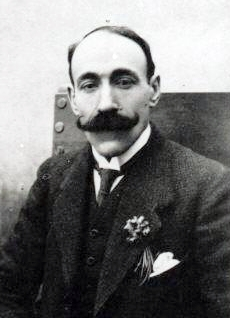
Viñes in 1919

Ricardo Viñes (Lerida, Catalonië, 5 februari 1875 - Barcelona, 29 april 1943) was een Spaans pianist. Hij speelde vele premières van belangrijke werken van Maurice Ravel, Claude Debussy, Erik Satie, Manuel de Falla, Déodat de Séverac en Isaac Albéniz. Hij was ook de leraar van componist Francis Poulenc.
Viñes studeerde piano aan het conservatorium van Parijs en compositie en harmonie bij Benjamin Godard en Albert Lavignac. Hij was bevriend met (en studiegenoot van) Ravel en voerde vele van Ravels werken uit. Viñes en Ravel waren lid van het Parijse kunstenaarscollectief Les Apaches, waarvan onder anderen Édouard Benedictus, Manuel de Falla, Tristan Klingsor, Albert Roussel, Émile-Allain Séguy, Déodat de Séverac en Igor Stravinsky deel uitmaakten. Hij bracht Ravel ook op de hoogte van vele dichters uit die tijd, zoals Charles Baudelaire, Paul Verlaine, Stéphane Mallarmé, Edgar Allan Poe en anderen.
Viñes speelde de premières van onder andere Ravels Menuet antique (1898), Jeux d'eau (1902), Pavane pour une infante défunte (1902), Miroirs (1906), en Gaspard de la nuit (1909). Het Menuet antique en het tweede deel van Miroirs ("Oiseaux tristes") zijn aan hem opgedragen. Ravel had er lol in om zo'n 'onpianistisch' werk aan deze pianist op te dragen. Viñes was ongetrouwd en zowel hij als Ravel waren hun hele leven vrijgezel. Deze feiten hebben tot vele speculaties geleid over hun innige vriendschap, hoewel het tien jaar beslaande dagboek van Viñes geen melding maakt van een intieme relatie.
Viñes werd bekend door het presenteren van veel nieuwe muziek van voornamelijk Franse en Spaanse origine, hoewel hij ook nieuwe Russische werken speelde. Als componist schreef Viñes onder andere Twee Hommages, voor Séverac en Satie. Hij publiceerde ook artikelen over Spaanse muziek in zowel het Spaans als Frans.